# Z-1グランプリ

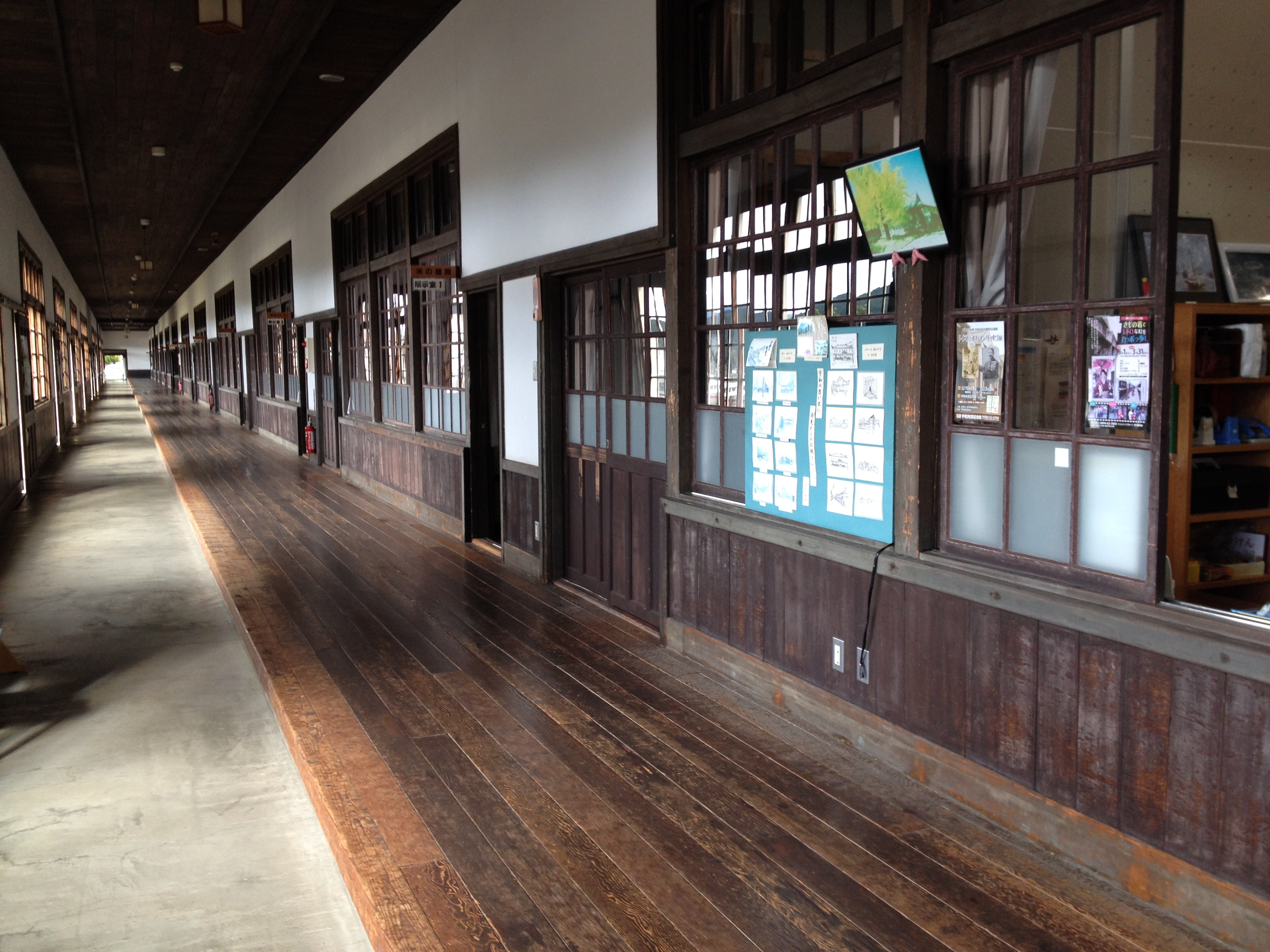
会場となる宇和米博物館

Z-1グランプリ（ズィーワングランプリ）は、愛媛県西予市宇和町の宇和米博物館にて行われる雑巾がけの大会である。第1回は2004年に行われ、正式名称は「XXXX 雑巾がけレースZ-1グランプリ in うわ」（"XXXX"はその年の西暦）である。

## 概要
現存する木造建築物では日本一長いとされる宇和町小学校（廃校を経て現在は宇和米博物館として使用）の109メートルの廊下を使用し、雑巾がけの速さを競う。
2004年に『2004 えひめ町並み博』の自主企画イベントとして、宇和町商工会青年部（現・西予市商工会青年部宇和支部）が企画・運営した。予選・決勝と日程を分けて開催され、第10回となる2013年大会では決勝に83人が参加したほか、10回目を記念して3人リレーによる109秒を目指す競技も行われた。
2018年大会は西日本豪雨の影響から会場の安全性に配慮して中止されたが、2019年大会は災害復興チャリティーも兼ねて無事に開催された。しかし、同年末から流行し始めた新型コロナウイルスの影響で2020年大会は全面中止され、2021年大会は市小学校陸上記録会の成績上位者のみに限定した特別大会として開催されたほか、TBSのニュース番組『THE TIME,』にてあいテレビのアナウンサーの豊福海央が対戦相手として特別に参加した姿が報じられた。
2022年大会は無事に開催されたうえ、朝日放送のバラエティ番組『相席食堂』のゲストとして西予市を訪れていたグラビアアイドルの雪平莉左が会場にも訪れており、特別に飛び入り参加したことが各メディアにて報じられている。

## 公式ルール
- レースは、公式雑巾を使用し、から拭きする。
- スタートは、片足を壁につけた状態で、スターターの合図による。
- ゴールは、雑巾が壁についた時点とする。
- フライング3回で失格とする。
- 悪質な進路妨害など、主催者判断で失格となる。